# 애플 A12Z
애플 A12Z 바이오닉(Apple A12Z Bionic)은 애플이 설계한 64비트 ARM 기반 단일 칩 체제(SoC)이다.
2020년 3월 18일 선보인 아이패드 프로 (2020)에 처음 등장하였다. 애플 관계자들은 이 칩의 성능이 대부분의 윈도우 노트북의 성능을 능가할 것이라고 언급했다. 이 프로세서는 애플 A12X 대비 한개 더 많은 8개의 코어를 갖추고 있다. 4K 비디오 편집, 렌더링, 증강 현실 기능을 제공한다. 또한 이 칩은 A12X 대비 향상된 퍼포먼스 제어장치와 냉각에 더 효율적인 써멀 아키텍처를 가지고 있다. 아이패드 프로 (2020)에서는 6GB LPDDR4X 램을 탑재하고 있으며 추가적인 내용은 A12X와 상당부분 유사하다.
TechInsights 소속 기술 전문가에 따르면 A12Z는 A12X와 동일하나 GPU 코어 1개가 더 활성화 된 상태라고 밝혔다.
2020년 애플 WWDC 이벤트에서 애플은 A12Z가 탑재된 프로토타입 ARM 기반 맥을 공개했다. 맥 미니 외장에 16 GB 램, A12Z 프로세서를 탑재한 이 프로토타입은 애플 자사 프로세서를 채용한 첫 매킨토시이자 2020년 10월 5일 기준 A 시리즈 프로세서를 탑재한 현재로서 유일한 컴퓨터이다.

## 애플 A12Z 바이오닉을 채용한 제품
- 아이패드 프로 (4세대) (2020) 11인치
- 아이패드 프로 (4세대) (2020) 12.9인치
- 맥 ARM 개발자 키트

## 같이 보기
- 애플이 설계한 프로세서
- 애플 A12
- 애플 A12X